# NGC 5234
NGC 5234 (również PGC 48129) – galaktyka soczewkowata (SB0), znajdująca się w gwiazdozbiorze Centaura. Odkrył ją John Herschel 6 lipca 1834 roku.